# Susana Simon
 (mai 2020).
Si vous disposez d'ouvrages ou d'articles de référence ou si vous connaissez des sites web de qualité traitant du thème abordé ici, merci de compléter l'article en donnant les références utiles à sa vérifiabilité et en les liant à la section « Notes et références ».
Ne doit pas être confondu avec Susanna Simon.
Pour les articles homonymes, voir Simon (patronyme).
Susana Simon, née Susana Tea Paul le 30 septembre 1913 à Berlin et morte le 6 janvier 2000 à Poissy, est une artiste peintre allemande.

## Biographie
Née en 1913 Susana Simon grandit à Berlin dans un univers intéressé par l’art.
Les œuvres expressionnistes exposées aujourd'hui au musée d'art moderne de Berlin lui ont fait une très forte impression. Ceci influencera fortement son œuvre. Plus tard dans sa bibliothèque se retrouveront beaucoup de volumes avec les œuvres d'Emil Nolde, Franz Marc, Max Pechstein, Paul Klee, ou Otto Dix,.

### Une vie mouvementée sur plusieurs continents
En 1932, elle va vivre à Heidelberg et commence des études de médecine. En 1933 l’université lui interdit la continuation de ses études à cause de ses origines juives. C’est à ce moment qu’elle quitte son pays pour rejoindre son premier mari Adolphe Blum à La Paz. Pendant la traversée pour la Bolivie Susana découvre les lettres de Vincent Van Gogh à son frère Théo. Le don complet à l’art de cet homme hors série la bouleverse et c’est probablement ce qui la conduira plus tard à la peinture. Elle vivra 10 ans en Bolivie. Très attachée à la culture allemande (d’avant-guerre) elle ouvrira à La Paz la première librairie allemande qui eut beaucoup de succès. Elle adoptera la nationalité Bolivienne en 1938 pour des raisons évidentes et renvoya son passeport déchiré à l’ambassade.
En 1943, Susana divorce et quitte la Bolivie pour Buenos Aires en Argentine ou elle rencontrera son deuxième mari Heinz Simon. Débarrassée des mondanités de La Paz, elle décide de réaliser son rêve. Elle devient l’élève de Jorge Larco (es), aquarelliste de renom qui lui enseigne les techniques de l’aquarelle puis l’élève du peintre Manuel Ángeles Ortiz, ami intime de Pablo Picasso, de Federico Garcia Lorca et de Luis Bunuel,.
En 1948, Susana rentre en Europe pour vivre et peindre à Zurich avec son mari Heinz Simon. Ils prennent tous les deux la nationalité du Liechtenstein. Ils vivent en Suisse, elle travaille à Zurich et à Chexbres (canton de Vaud).
En 1955, elle arrive à Paris et se lie d’amitié avec Martin Flinker originaire de Vienne en Autriche où il dirigea une librairie avant de s’exiler en 1938. Fondateur de la fameuse librairie de littérature allemande située quai des Orfèvres à Paris, Martin Flinker était aussi, l’ami et l’éditeur de Thomas Mann et de Pierre Michaux, et proche de Paul Éluard, de Colette, de Paul Celan.
De son côté, le fils, Karl Flinker, (1923-1991), créa une galerie de peinture qui contribua à la défense et à la reconnaissance de nombreux artistes contemporains (Kupka, Klee, Olson, Kandinsky, Hélion, Jenkins, Arroyo).
Susana Simon fit quelques portraits du père et du fils, Martin et Karl Flinker. Depuis 2018 un portrait de Karl Flinker peint par Susana Simon est en cours de présentation à la Commission d’Acquisition du Musée National d’Art Moderne de Paris qui l'examinera au titre de don de la succession de l’artiste
Veuve en 1974, peintre solitaire, elle reçoit encore certains de ses prestigieux amis peintres comme Manuel Ángeles Ortiz, dans son domaine de Louveciennes (dépendances du parc du château de la comtesse du Barry,).
La peinture est devenue son unique raison d’être, les apparences dans notre monde visible l’intéressent peu. Elle peindra chaque jour dans son atelier jusqu'à sa mort en 2000.

## Œuvre
Susana Simon, malgré l’effort physique et les contraintes matérielles que cela lui créent, aime à s’exprimer sur de très grandes surfaces. La grandeur appelle la grandeur. Et c'est encore un moyen d’agrandir la toile que de présenter des diptyques ou triptyques quelques fois agencés en paravents. Son œuvre est caractérisée par l’usage d’un Champ chromatique intense ajouté à l’empâtement de vastes coups de pinceaux ce qui donne à l’ensemble une dynamique très forte. Son style bien particulier se retrouve aussi bien dans les portraits et les paysages que dans son interprétation des thèmes bibliques et sa vision de l’Homme dans la société moderne. Les apparences dans notre monde visible l’intéresse peu et elle interprète cette réalité avec une peinture à l’huile solide et drue, et des aquarelles vibrantes. Couleurs vives, contrastées et originalement lumineuses qui créent une ambiance étrangement poétique. La lumière a toujours été un élément essentiel de ses paysages. Aussi bien celle de l’Île-de-France, de la Drôme où elle a beaucoup peint et également celle très spéciale des dunes de la mer du Nord aux Pays-Bas.
Susana Simon apparaît profondément originale bien que soient nettement perceptibles, au travers de sa vision, les influences de l’expressionnisme allemand et de la peinture monumentale sud-américaine.
Ses aquarelles sont d’une grande justesse tout en étant souvent aussi simples qu’une notation.
La musique classique (Bach, Schubert et Brahms en particulier) et la littérature ont également fortement influencé son œuvre.

## Peintre au cheminement international
Son parcours est ponctué de multiples expositions personnelles en galeries, aussi bien à l'étranger qu’en France et ceci dès 1947.
Elle a exposées ses œuvres pour la première fois à Buenos Aires puis à Zurich, Londres, Amsterdam, Hambourg, Düsseldorf, Paris et Rome pour ne citer que les villes les plus connues.
Parmi les prestigieuses galeries l’ayant présentée, elle est exposée à la très réputée galerie Creuze à Paris dont les choix firent école.
Tout le long de sa vie le travail de Susana Simon fut reconnue par de nombreux critiques d’art et son œuvre récompensée par de nombreux prix internationaux,.

## Expositions
- 1947 : Galeria Mueller, Buenos Aires
- 1950, 1957 : Galerie Palette, Zurich
- 1953, 1957, 1959 : Lefebvre Gallery, Londres
- 1957, 1959, 1967 : Galerie Creuze, Paris[29]
- 1956, 1959 : Kunstzaal Plaats, La Haye
- 1960, 1962 :Galerie W. Gurlitt, Munich[30]
- 1961 : Gallery Biggins, Londres
- 1962 : Kunstverein Malkasten, Düsseldorf
- 1962 : Museum für Völkerkunde, Hambourg
- 1970 : Galerie Sothemann, Amsterdam
- 1976 : Institut Goethe, Paris[31]
- 1976, 1980, 1988 : Paulus Akademie, Zurich
- 1980, 1985, 1990 : mairie de Louveciennes[32]
- 1980 : Orangerie du Luxembourg, Paris
- 1981 : Rhy Galerie, Rüdlingen
- 1981, 1983, 1988 : Palais des Congrès, Aix-en-Provence
- 1983, 1985 : Galerie Jean Camion, Paris
- 1988 : Kunst am Markt, Waiblingen
- 1989 : Galerie "5.4", Paris
- 1992 : Neues Schloss, Meersburg
- 1992 : Chapelle Saint-Théodoric, Châteauneuf-du-Pape
- 1995 : Galerie Varenne, Paris
- 1996 : Galerie zur Goldhalde, Zollikon
- 2007 : Bischof-Moser-Haus, Stuttgart
- 2008 : Sint-Laurenskerk, Rotterdam
- 2010 : Ehehmalige Synagoge Freudental
- 2011 : Synagoge Dresde

## Salons
- 1976, 1990 : Salon d'Art Sacré, Paris
- 1976 : Salon international, Avignon
- 1976 : Salon international d'Aquitaine
- 1986 : Galerie am Lindenplatz, Vaduz
- 1986 : Société internationale des artistes chrétiens, Rome
- 1987 : Biennale Internationale d'Auvergne
- 1990 : Salon du Bourget
- 1991 : Expo Bible Saint-Germain-en-Laye
- 1991 : Salon de La Rochelle
- 1992 : Salon d'Art Sacré, Biarritz
- 1995 : Salon d'art, formes et couleurs, Le Bourget

## Distinctions
- 1970 : médaille d’or Accademico d’Italia
- 1983 : Gran Premio delle nazioni
- 1983-1984 : Diplôme d’honneur Avignon et Arles
- 1984 : Médaille d’or Bannière Européenne des Arts
- 1987 : Gold Metal of the International Parliament USA
- 1987 : Doctor of art honoris causa Interamerican University Studies Florida
- 1988 : Doctor of Interamerican University Studies Florida
- 1992 : Premio medaglia d’Argento, Commune de Magello
- 1995 : médaille Conseil général de Seine-Saint-Denis